# Жианбасколь
Жианбасколь (каз. Жанбаскөл) — озеро в районе Беимбета Майлина Костанайской области Казахстана. Находится в 13 км к северо-востоку от села Щербиновка.
По данным топографической съёмки 1944 года, площадь поверхности озера составляет 3,19 км². Наибольшая длина озера — 2,7 км, наибольшая ширина — 1,7 км. Длина береговой линии составляет 7,8 км, развитие береговой линии — 1,22. Озеро расположено на высоте 203,2 м над уровнем моря.